# Aršak I. od Iberije
Aršak I. od Iberije (gruz. არშაკ I), iz dinastije Artaksida, bio je kralj Iberije od 90. do 78. pr. Kr. Poznat je isključivo iz srednjevjekovnih gruzijskih kronika.
Bio je sin armenskog kralja Artavazda I., a postavljen je na iberijsko prijestolje nakon što su se iberijski plemići pobunili protiv kralja Farnadžoma, i ubili ga. Iberijski plemići su ga, navodno, izabrali jer je bio oženjen princezom iz dinastije Farnavazida, vjerojatno sestrom smaknutog kralja Farnadžoma. Izvještaj o njegovoj vladavini vrlo je kratak. Navodi se samo da je vladao bez većih problema i da je utvrdio grad Tsunda u Džavahetiji.
Na prijestolju ga je naslijedio Artak. 